# Cerococcus corokiae
Cerococcus corokiae är en insektsart som först beskrevs av William Miles Maskell 1890.  Cerococcus corokiae ingår i släktet Cerococcus och familjen Cerococcidae. Inga underarter finns listade i Catalogue of Life.